# Py (Pirenéus Orientais)
Py (em catalão:  Pi de Conflent) é uma comuna francesa na região administrativa da Occitânia, no departamento dos Pirenéus Orientais. Estende-se por uma área de 50.86 km², e possui 84 habitantes, segundo o censo de 2018, com uma densidade de 1.7 hab/km².